# Олимпийский музей (Лиллехаммер)

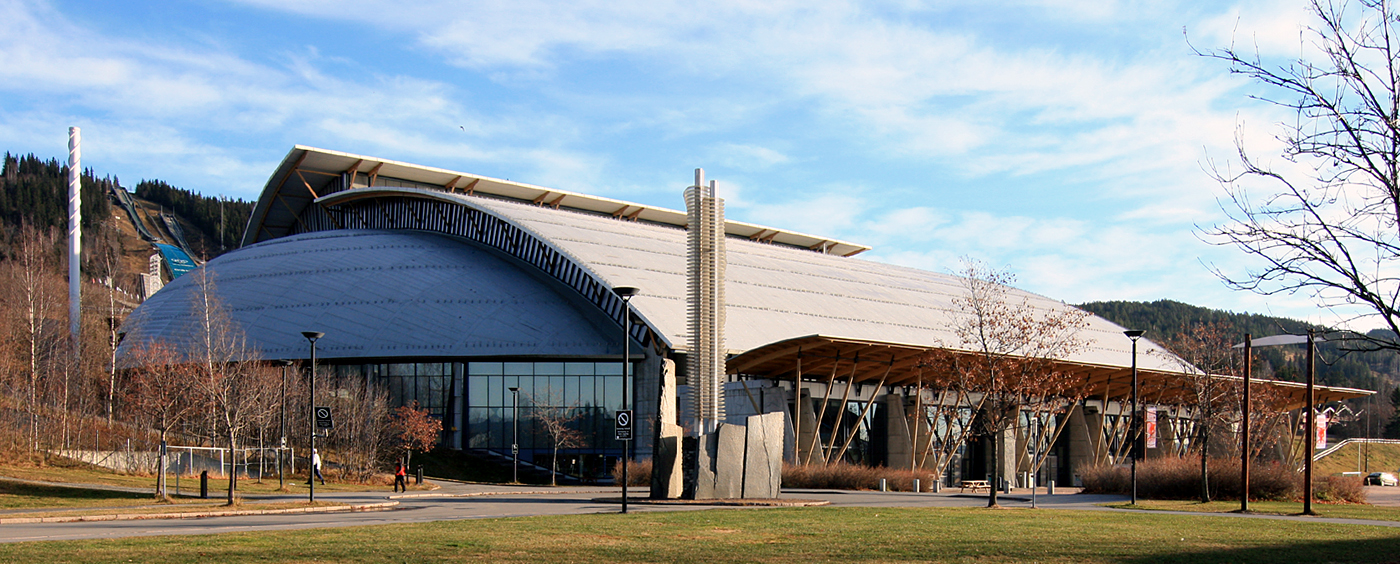
Фасад музея

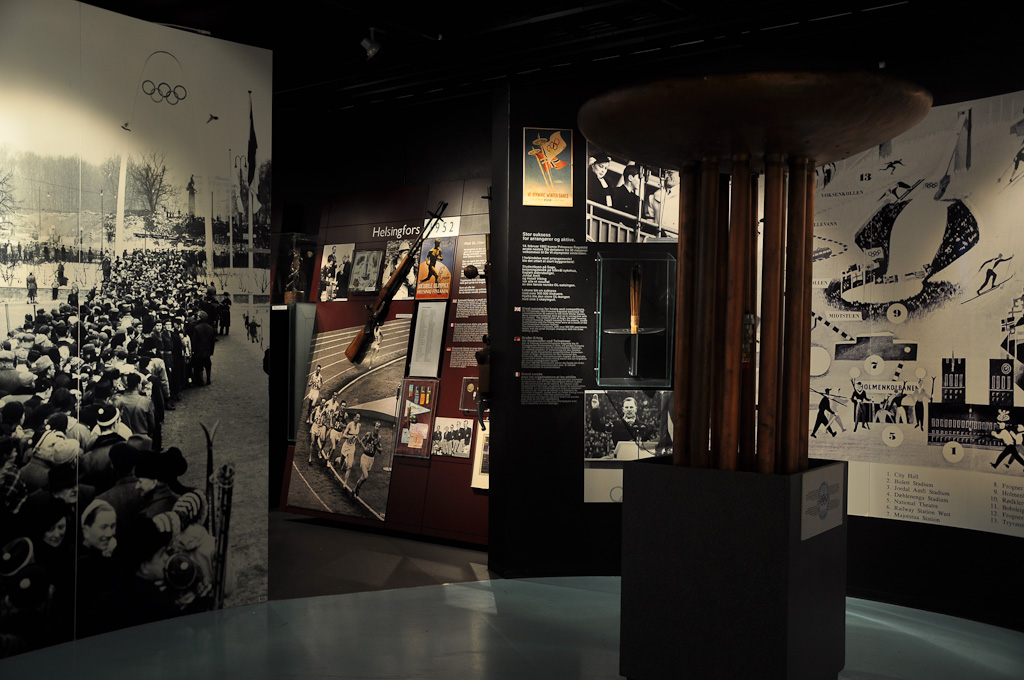
Интерьер

Норвежский Олимпийский музей (Norges Olympiske Museum) находится в Хааконс холе, Лиллехаммер, Норвегия.
Норвежский Олимпийский музей был официально открыт королём Харальдом V и королевой Соней, 27 ноября 1997 года. Это единственный музей в Северной Европе, который представляет всю историю Олимпийских игр. В музее имеется более 7000 олимпийских экспонатов всех времён. Музей по обоюдному согласию был объединён с Маихаугеном в 2006 году. Маихауген взял на себя ответственность за оперативную деятельность музея. Архитектор выставок — Гудмундур Йонссон, Осло.
Историческая часть музея освещает олимпийскую историю начиная с 776 г. до н. э. и представляет все Олимпийские игры современности, с 1896 года через тексты, видео и звукозаписи. Существует отдельный раздел, посвящённый Зимним Олимпийским играм 1994 в Лиллехаммере, который включает яйцо с церемонии открытия, список призёров, видеофильмы, образцы дизайна и культуры. Музей также имеет олимпийскую комнату, где находится Почётная галерея норвежского спорта, коллекция олимпийских почтовых марок и одна из крупнейших в мире коллекций штифтов.